# Joaquim Pedro de Oliveira Martins
Joaquim Pedro de Oliveira Martins (Lisboa, 30 de abril de 1845-Lisboa, 24 de agosto de 1894), más conocido simplemente por Oliveira Martins, historiador y político portugués, y uno de los intelectuales dominantes del último cuarto del siglo XIX en Portugal.

## Biografía
Nació el 30 de abril de 1845 en Lisboa en el seno de una familia de clase media. Estando matriculado en la Academia de Bellas Artes de esa ciudad, la repentina muerte de su padre le obligó a dejar los estudios, con 14 años, para trabajar en una casa de comercio. Así que fue un autodidacta, tras abandonar sus estudios por la muerte de su padre. 
En 1866 escribió su primera obra literaria, la trilogía en prosa y verso Botalha, Belem, Mafra. 
En 1869 pasó a España y se instaló en Córdoba como administrador de las minas de Santa Eufemia. Sus conocimientos del castellano le permitieron escribir en esa lengua varios textos, y facilitó la futura comunicación con grandes escritores españoles. Regresó cuatro años después a Portugal, tras haber escrito dos ensayos sobre el socialismo: Theoria do socialismo, Portugal e o socialismo y un estudio sobre la figura y obra de Camoens. 
Junto a sus amigos Antero de Quental y José Fontana formó parte del grupo de intelectuales socialistas vinculados al establecimiento de la AIT en Portugal y en 1878 fue candidato a diputado, sin éxito, por el Partido Socialista. En 1870 lanza, junto con Antero de Quental, Batalha Reis, Eça de Queirós, Luciano Cordeiro, Manuel de Arriaga y Teófilo Braga, el periódico A República de esa orientación socialista.
Establecido en Oporto, compaginó sus trabajos de gestor con una ingente obra escrita sobre economía, historia y geografía. Fue nombrado miembro de la Real Academia de Ciencias de Lisboa y, posteriormente, presidente de la Sociedad Geografía Comercial y director del Museo Industrial y Comercial de Oporto. 
En el libro Política e economia abandonó su idealismo socialista y se adscribió a un progresismo más moderado y práctico. Ingresó en el Partido Progresista y participó activamente en el movimiento político y social conocido como "Vida Nueva". Elegido diputado, fue el representante de Portugal en la Conferencia de Berlín (1889), convocada para discutir la reglamentación del trabajo. En 1890 jugó el mismo papel en la Conferencia de Propiedad Industrial celebrada en Madrid. Comenzó a ser conocido en España y fue invitado en numerosas ocasiones en calidad de conferenciante especialista en temas económicos e históricos de la península ibérica. 
En 1892 accedió a la cartera de Hacienda, puesto desde el que intentó desarrollar una política económica austera y controlada. La sensibilidad que mostró en sus escritos históricos hacia los personajes y hechos del pasado y la fuerza evocadora con que los recreó merecieron los elogios de historiadores y políticos españoles, entre ellos Juan Valera y Castelar. De hecho, su Historia de la civilización ibérica (1879) está dedicada a Valera. 
Tuvo gran influencia en la Generación del 98 española. Ha sido defendido por Unamuno como "el más artista y el más penetrante") y muy apelado como gran referencia en su Por tierras de Portugal y España; en su país recientemente bien recordado por Miguel Torga (Diarios).

## Obras
- Febo Moniz, novela histórica (1867)
- Helenismo y civilización cristiana (1878)
- História da Civilização Ibérica (1879). Tr.: Historia de la civilización ibérica, Aguilar, 1988.
- História de Portugal (1879)
- Las razas humanas y la civilización primitiva (1881)
- Cuadro de las instituciones primitivas (1883)
- História da República Romana (1885)
- Brasil e as Colónias Portuguesas.
- Portugal em Africa
- Cartas Peninsulares
- Los hijos de don Juan I (1891)
- El príncipe perfecto, un retrato del rey Joao II (1896).
- Portugal nos mares, artículos sobre las navegaciones portuguesas (Guimarães, 1994).
- Camões e Os Lusiadas, sobre sus Lusíadas y el Renacimiento portugués (Guimarães, 1986).